# Jarps
Jarps és un grup de música pop rock de Mataró. El nom del grup, Jarps, prové de les inicials dels seus components Jorge Agustí i Roger Palomer Sound.
Les seves principals influències provenen des dels anys seixanta fins al present, centrant-se en el rock i el pop, amb un so i estil propi.
Van aconseguir atreure l'atenció de mitjans com Catalunya Ràdio, (on van aparèixer en diverses ocasions) a través del missatge de la seva música: fer feliç a la gent amb les seves cançons.
A finals del 2015 el grup decideix traslladar-se de forma permanent a Londres, Regne Unit, amb la finalitat d'introduir-se en l'escena musical anglesa. Toquen a llocs i zones emblemàtiques de la capital britànica, com per exemple Portobello, Shoreditch o Soho.
El 2017 tornen al seu país natal i atrauen l'atenció d'una de les discogràfiques més importants a Catalunya, Picap, i enregistren un disc replet de cançons que donen una bolcada al seu so anterior. El disc és Barcelona (Picap/Delirics) i s'estrena l'1 de juny de 2018 junt amb el seu single, Everybody Shines, acompanyat d'un videoclip en el que critiquen en forma de sàtira els seus principis a Londres i la duresa de la vida com a músic. El videoclip és dirigit per Pol Fuentes.
La promoció de "Barcelona", els porta a sortir a programes radiofònics i televisius de gran prestigi, i fins i tot apareixen al telenotícies de TV3, inclosos en les cinc novetats discogràfiques internacionals. De tota Catalunya, JARPS va ser escollit.
La presentació del disc va ser a la sala Sidecar, a Barcelona.

## Discografia
| • Pay and Pity (2015) |
| --- |
| (Picap/Delirics) 1. Business Man 2. Blue Away 3. Gods Morning 4. Right Now 5. Yellow Sand 6. Waiting for the Bus 7. Pay and Pity 8. Meeting with the Crone" 9. Listen to the Music 10. Like a Real Man Said |

| • Barcelona (2018) |
| --- |
| (Picap/Delirics) 1. Everybody Shines 2. I Feel Good 3. Run & Hide 4. Flamingo 5. Weak Become Heroes 6. Life Is a One Night Show 7. Dreaming Far Away 8. It's Easy 9. Fandango 10. To Me Now 11. Nineteen 12. Growing Up 13. Jo què sé (Bonus track) |